# Walking on Cars
Walking on Cars is een voormalige Ierse indiepopband.

## Biografie
Het vijftal leerde elkaar kennen op school in Dingle. Met hun debuutsingle Catch Me If You Can bereikten ze de 27ste plaats in de Ierse hitlijst. In 2016 braken ze internationaal door met hun hit Speeding Cars.

## Discografie
| Single met eventuele hitnotering(en) in de Nederlandse Top 40 | Datum van verschijnen | Datum van binnenkomst | Hoogste positie | Aantal weken | Opmerkingen                               |
| ------------------------------------------------------------- | --------------------- | --------------------- | --------------- | ------------ | ----------------------------------------- |
| Speeding Cars                                                 | 30-10-2015            | 15-04-2016            | 23              | 13           | Nr. 76 in de Single Top 100 / Alarmschijf |
| Catch Me If You Can                                           | 2016                  | 27-08-2016            | tip 20          | -            |                                           |

| Single met hitnotering(en) in de Vlaamse Ultratop 50 | Datum van verschijnen | Datum van binnenkomst | Hoogste positie | Aantal weken | Opmerkingen |
| ---------------------------------------------------- | --------------------- | --------------------- | --------------- | ------------ | ----------- |
| Speeding Cars                                        | 30-10-2015            | 28-05-2016            | 20              | 11           |             |